# Arawak Cay
Arawak Cay är en ö i Bahamas.   Den ligger i distriktet New Providence District, i den centrala delen av landet, 4 kilometer nordväst om huvudstaden Nassau.
Runt Arawak Cay är det tätbefolkat, med 947 invånare per kvadratkilometer.